# Saint Clement, Jersey
Saint Clement (engelska: St Clement) är en parish i kronbesittningen Jersey. Den ligger i den sydöstra delen av Jersey, 3 km sydost om huvudstaden Saint Helier. Antalet invånare är 9 221. Arean är 4,2 kvadratkilometer. Saint Clement ligger på ön Jersey. Saint Clement gränsar till Saint Helier.
Terrängen i Saint Clement är platt.